# Кариджини
Кариджини (англ. Karijini National Park) — национальный парк в штате Западная Австралия, расположенный в хребтах Хамерсли региона Пилбара в северо-западной части Западной Австралии. Парк расположен к северу от тропика Козерога, в 1055 км от столицы штата Перт. Ранее известный как Национальный парк Хамерсли-Рейндж был официально переименован в 1991 году.
Кариджини имеет площадь 627 422 га и является вторым по величине национальным парком в Западной Австралии (после национального парка Карламили).
Парк разрезан на северную и южную части коридором, через который проходит железная дорога Hamersley & Robe River и расположен железорудный рудник Marandoo. Парк обслуживается аэропортом Соломон, расположенным в 15 км к западу.

## История

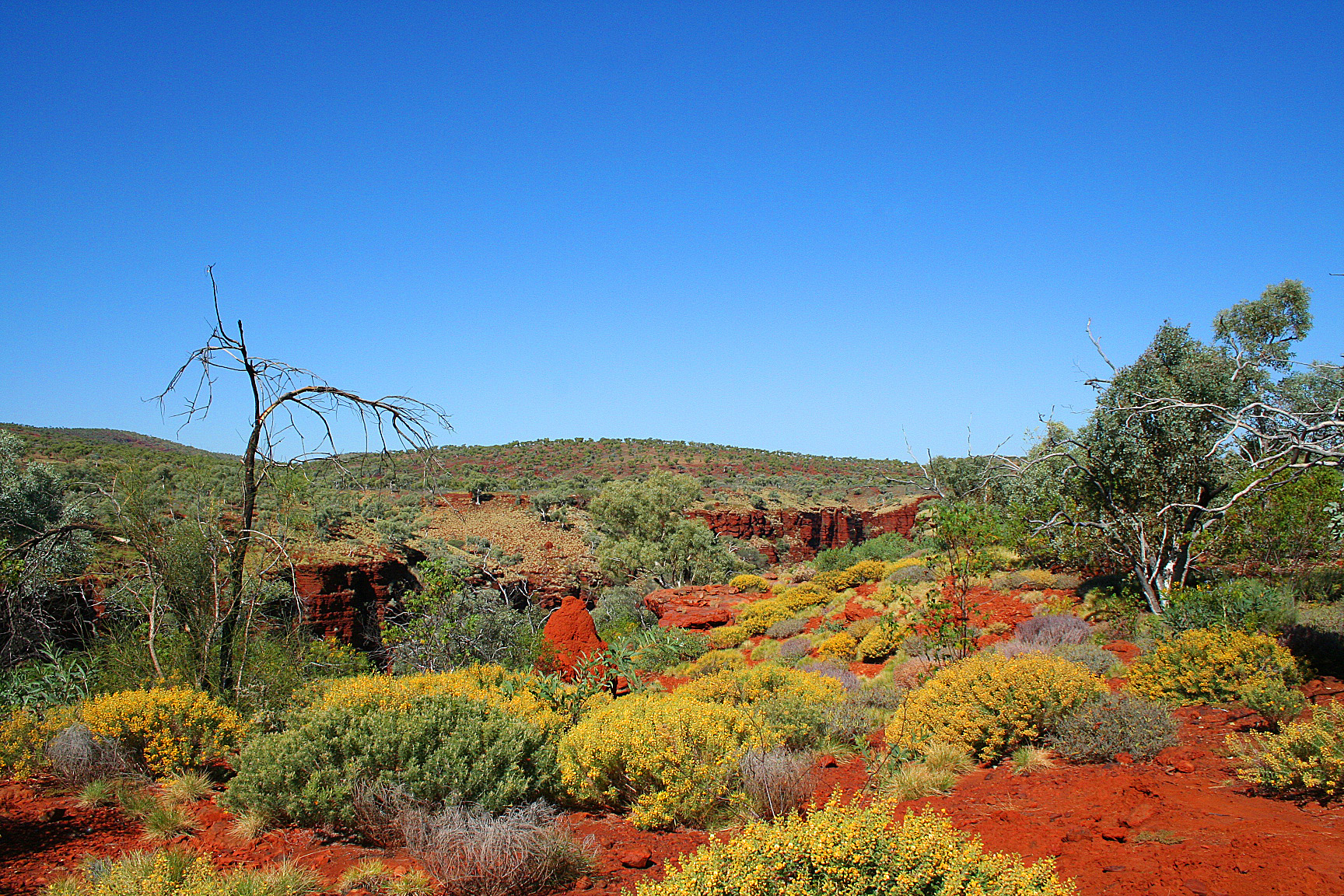
Национальный парк Кариджини

Парк является традиционным домом для аборигенных народов банидзима, куррама и иннаванга. Банидзима называют хребет Хамерсли Кариджини. Свидетельства их раннего заселения датируются более чем 20 тыс. лет назад. В течение этого периода методы землепользования аборигенов, такие как «земледелие с огнём», привели к разнообразию типов растительности и стадий сукцессии, которые помогли определить природу растений и животных, встречающихся в парке сегодня.
Отряд во главе с австралийским топографом и путешественником Фрэнсисом Грегори исследовал местность в 1861 году. Он назвал хребет Хамерсли, на котором расположен парк, в честь своего друга Эдварда Хамерсли.

## Климат
Парк расположен в западноавстралийском округе Пилбара, где преобладает тропический полузасушливый климат. Летом часто бывают грозы и циклоны, приносящие 250—350 мм осадков в год. Температура в летние дни часто превышает 40 °C, а зимними ночами могут быть заморозки.

## Геология
Несколько ущелий, которые расположены к северу от парка, в том числе Дейлс, Каламина, Виттенум и Ямпир, представляют собой примечательные проявления скальных слоев:
- Образование полосчатого железа (BIF) — железная формация Брокмана[9][10]
- Доломит — доломит Виттенума[11][12]
- Сланец — сланец горы Макрей[13][14].

## Фауна
В парке встречаются большой рыжий кенгуру, горный кенгуру, скальные валлаби, австралийская ехидна, гекконы, гоанны, летучие мыши, безногие ящерицы и большое количество птиц и змей, включая питонов.

Фауна Кариджини
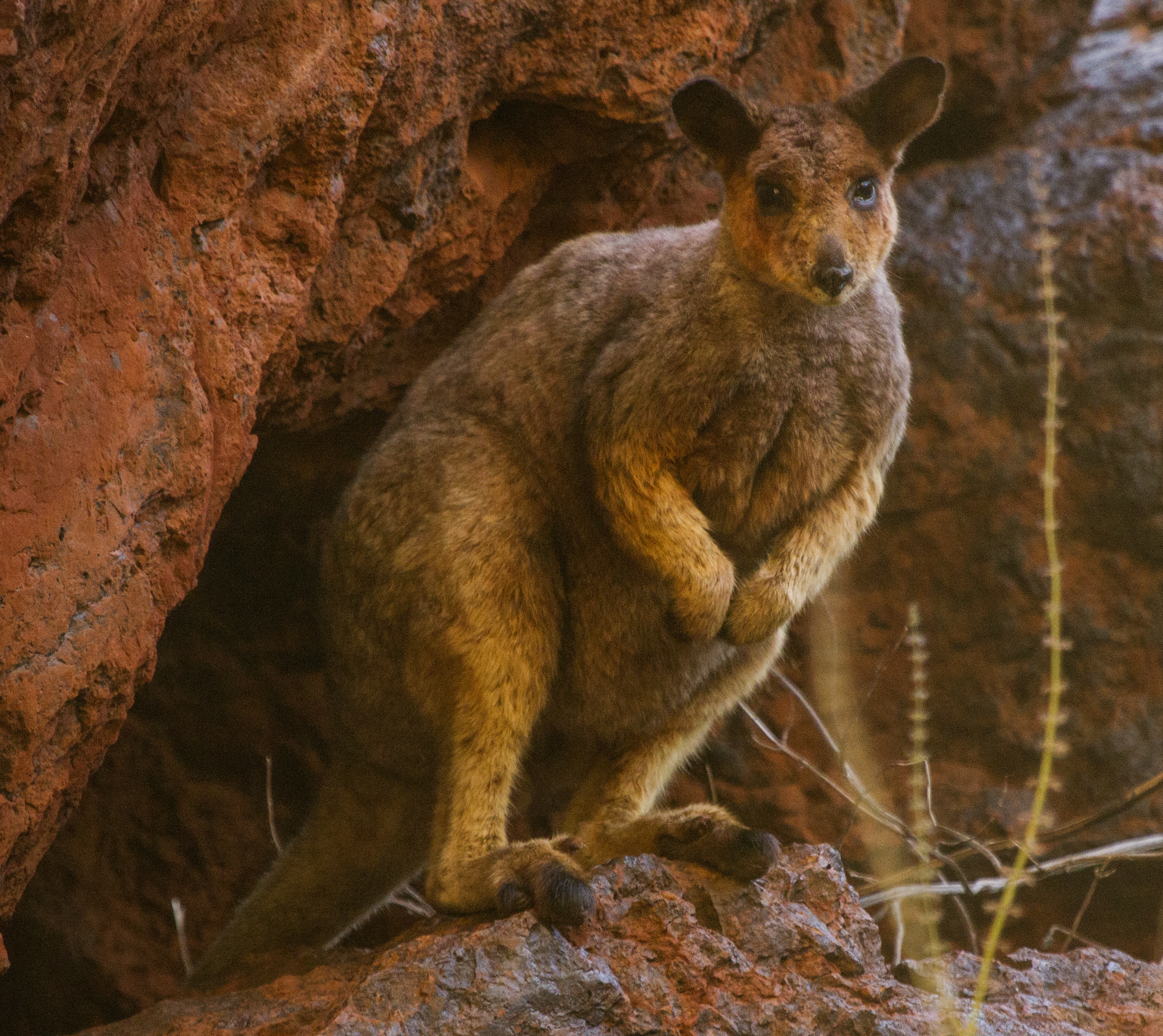
Валлаби Ротшильда (Petrogale rothschildi)
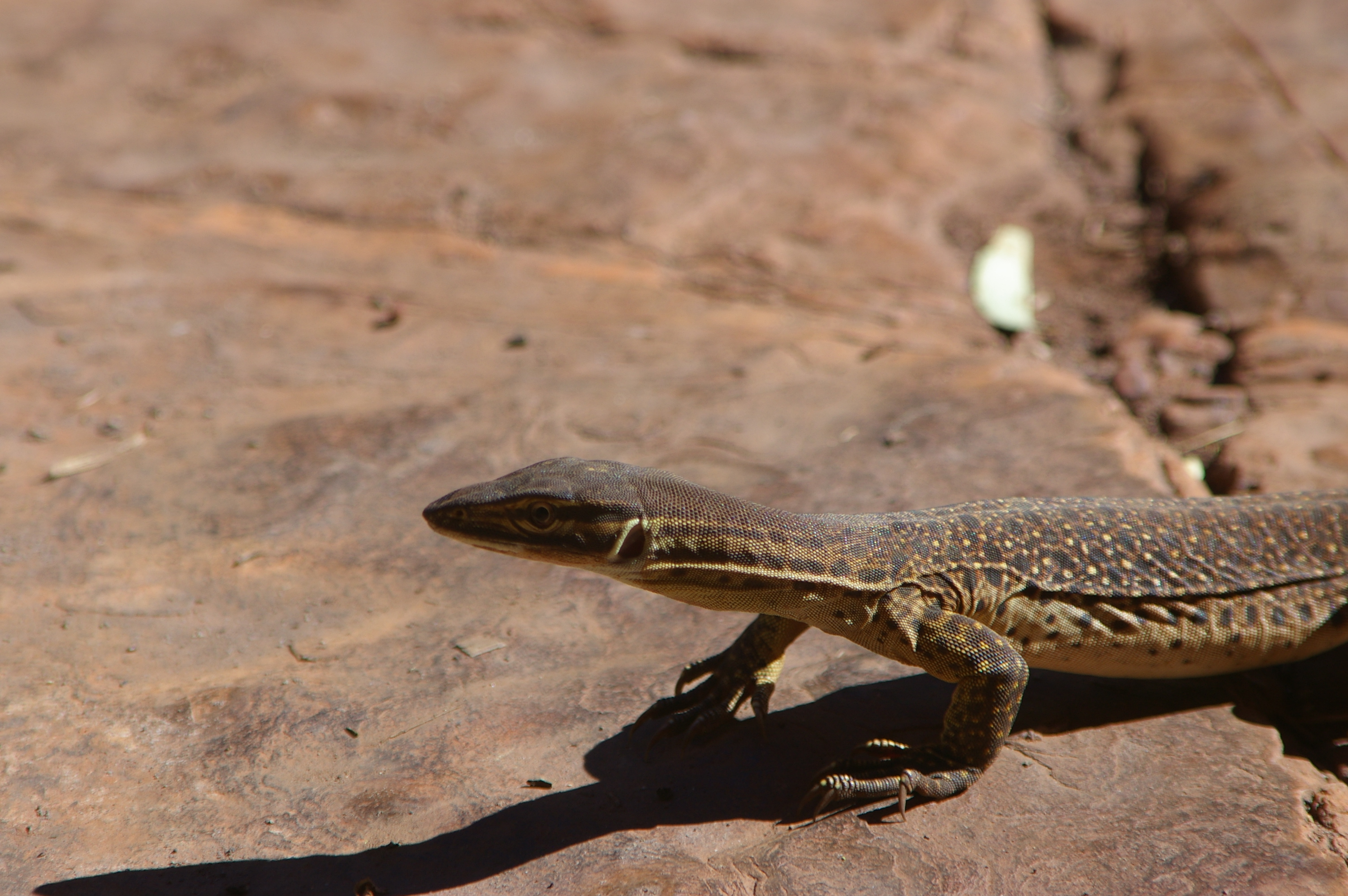
Varanus panoptes
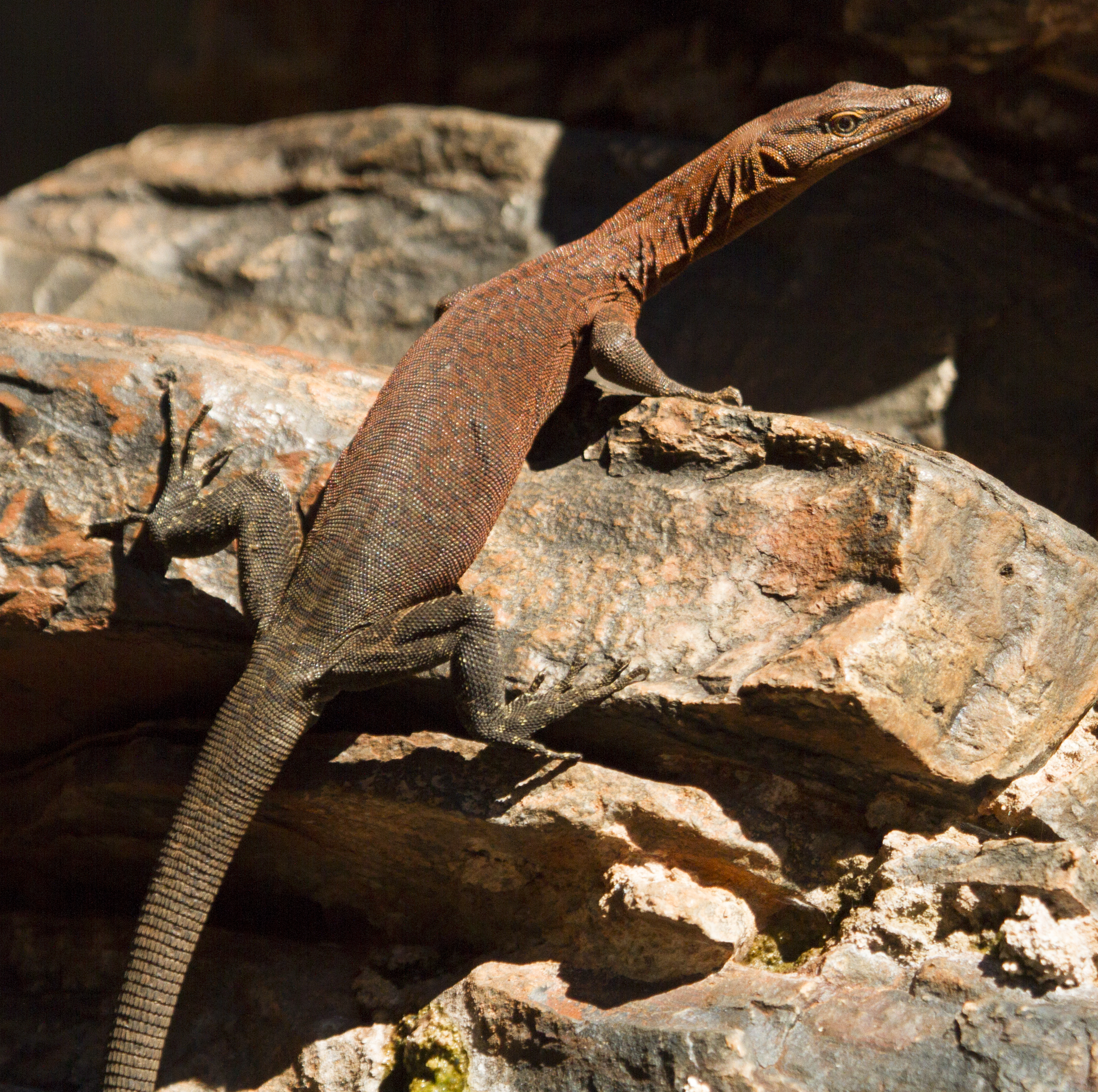
Varanus hammersleyensis
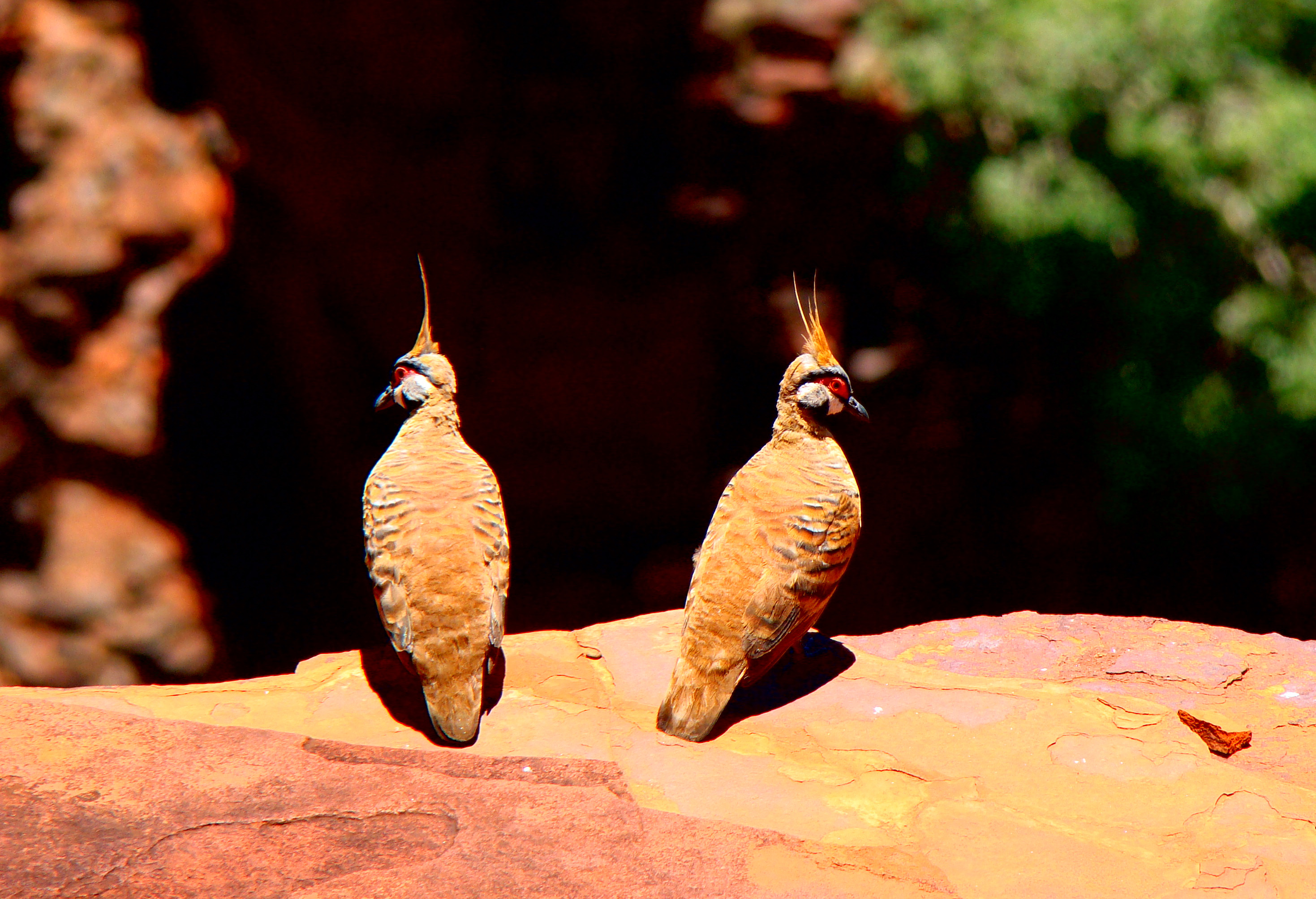
Острохохлый каменный голубь (Geophaps plumifera)

## Достопримечательности

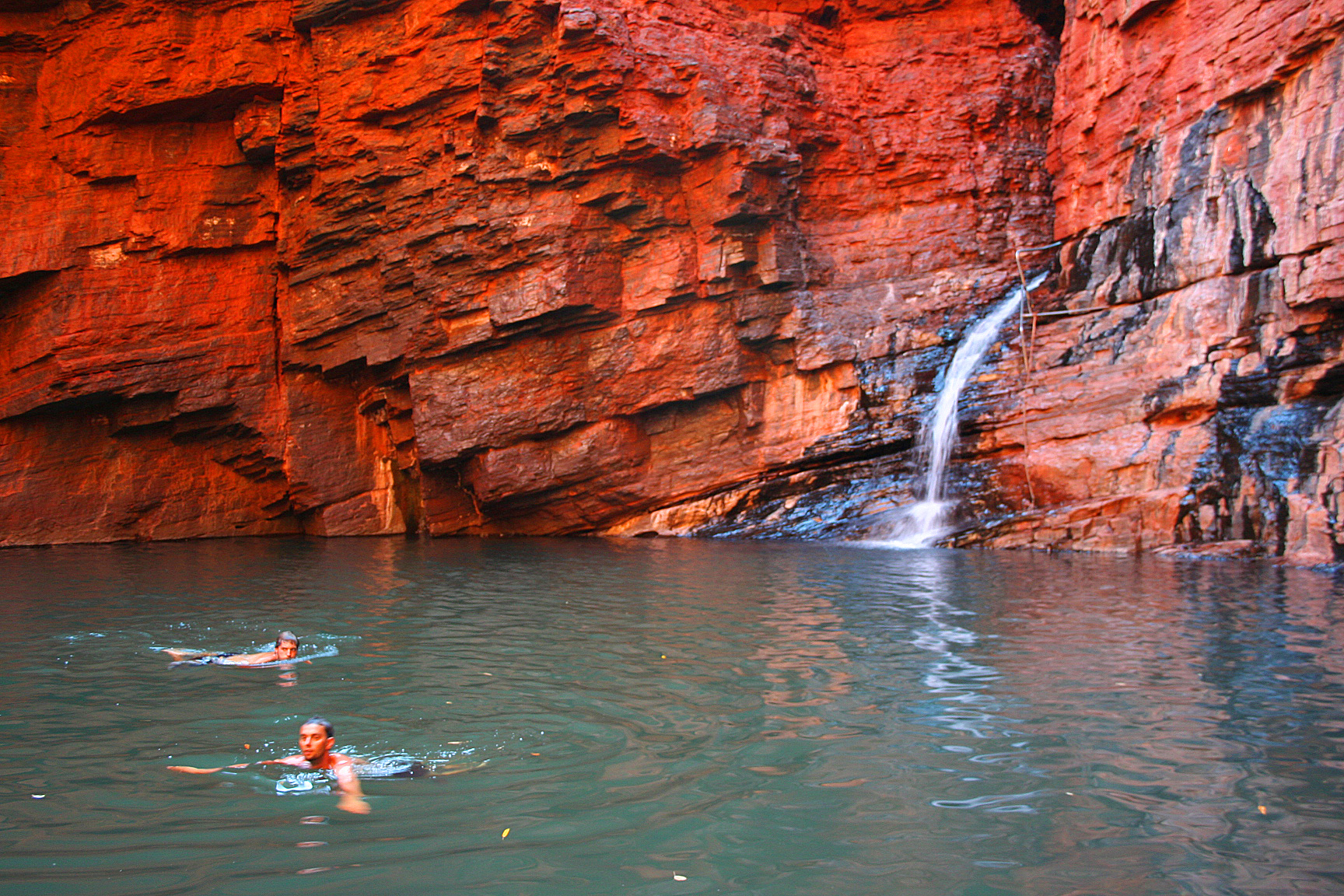
Водоём в каньоне Уеано

Парк наиболее известен своими многочисленными ущельями, содержащими щелевые каньоны, водопады и водные проёмы, посетители которых иногда купаются в холодных водоёмах.
Ущелье Хамерсли расположено в северо-западной части парка, в то время как ущелье Рейндж — на севере, ущелье Мунджина — на востоке, а ущелья Хэнкок, Джоффр, Нокс, Ред и Уиано сходятся в центре парка.
Хотя парк полностью открыт для публики, посетителей предупреждают о необходимости проявлять должную осторожность при прогулке по окрестностям Ямпира и Уиттенумского ущелья возле северной границы парка из-за присутствия синего асбеста — канцерогенного агента при его вдыхании — который встречается в ряде горных пород.

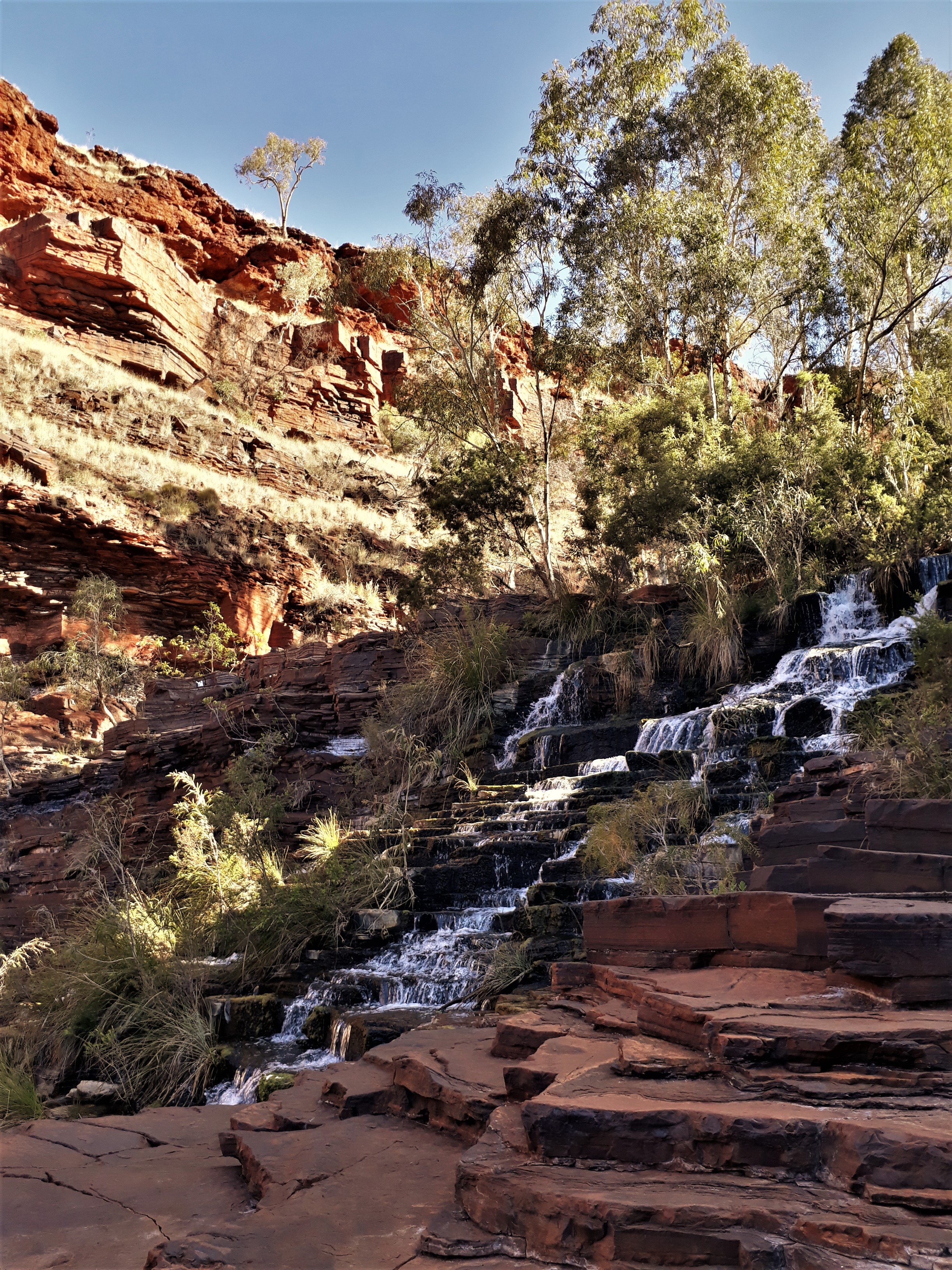
Водопад Фортескью
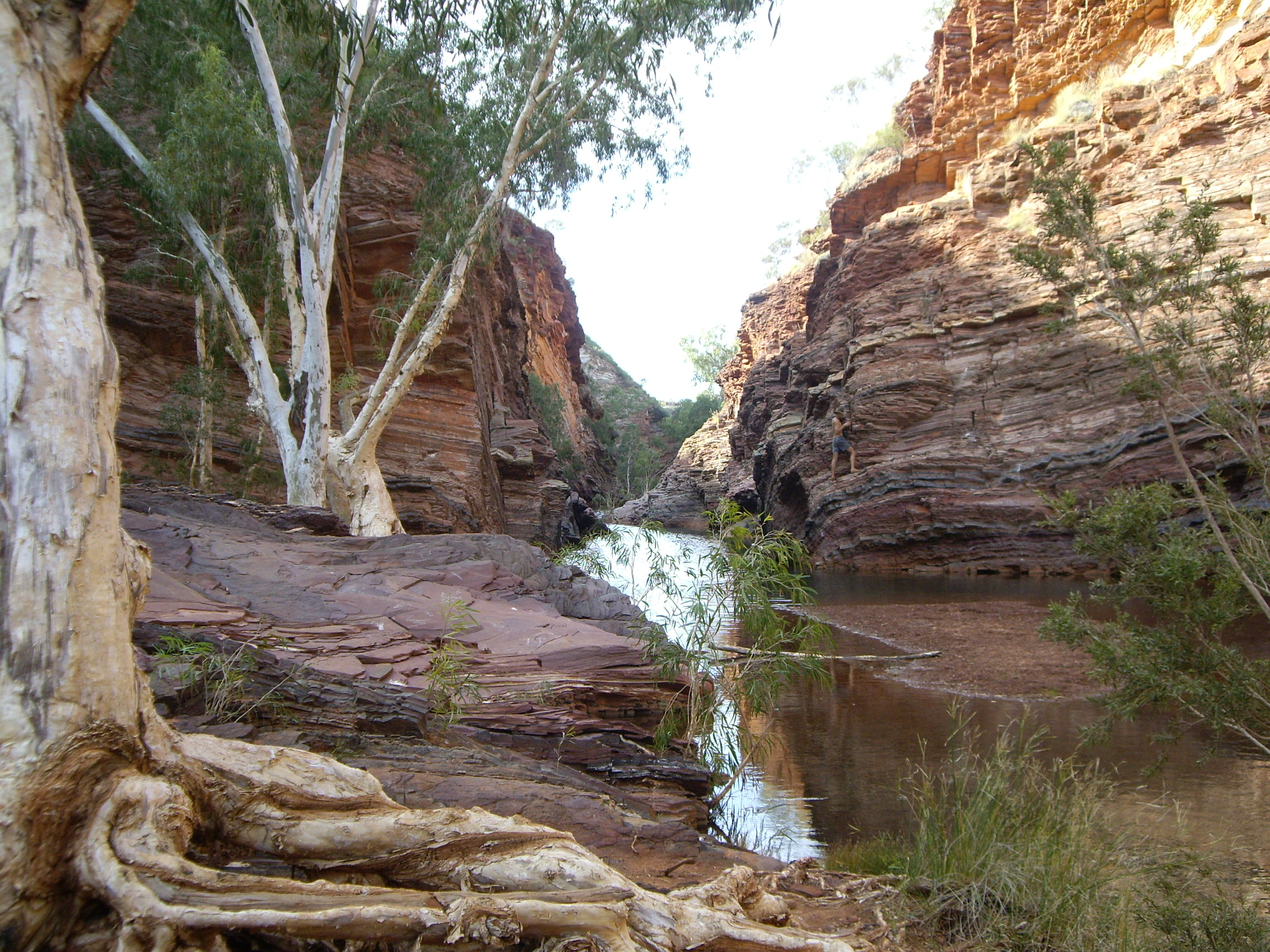
Ущелье Хамерсли
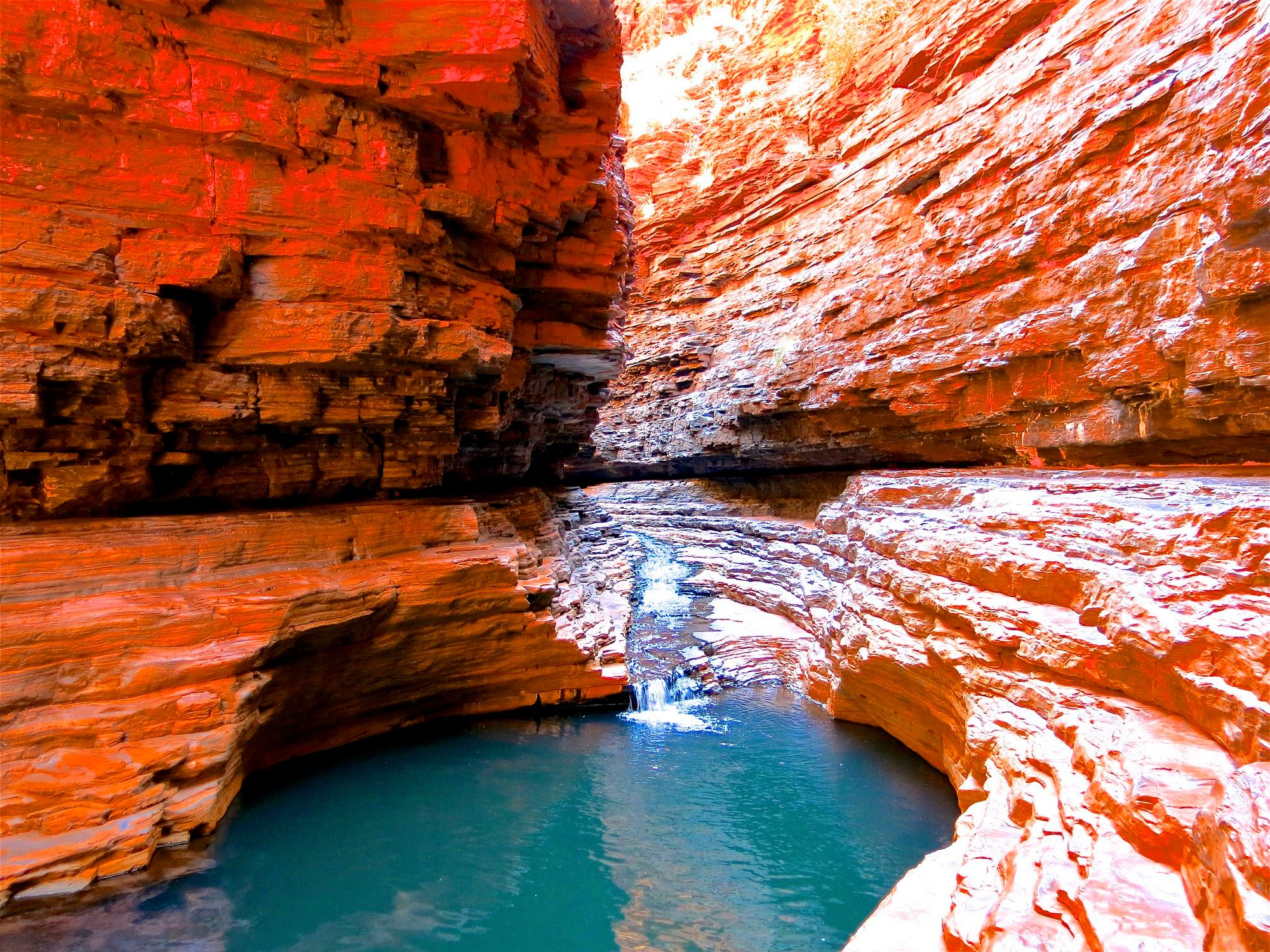
Ущелье Хенкок
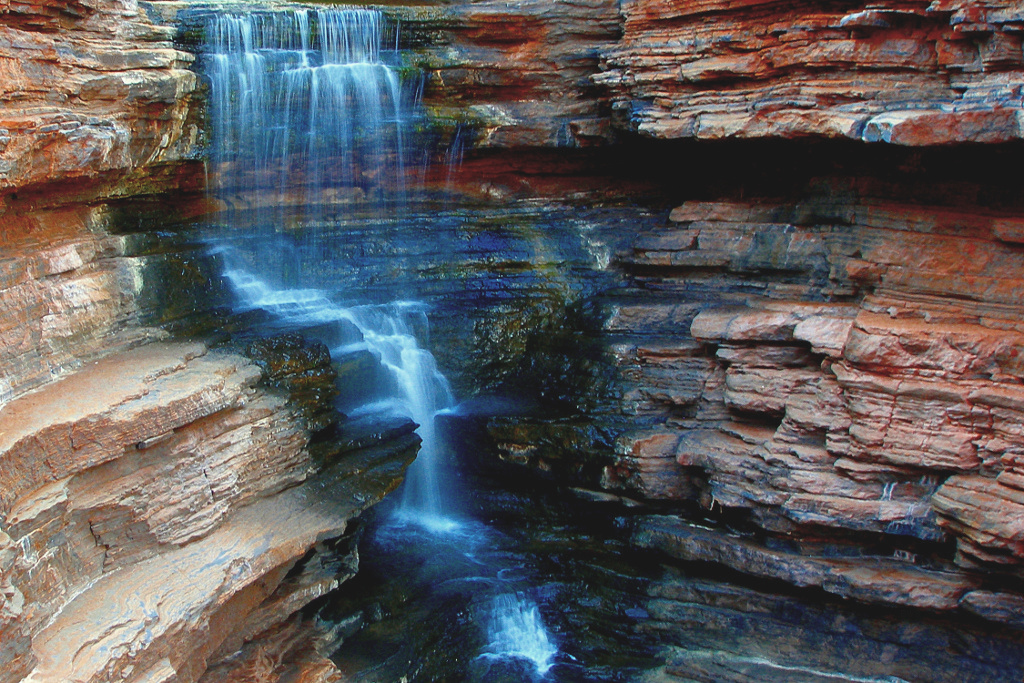
Ущелье Джофр